# Pieter Jansen
Pieter (P.J.P.M.) Jansen (Heer, 29 februari 1956) is een Nederlands dirigent, pianist en slagwerker.

## Levensloop
Jansen studeerde piano bij Jo Dusseldorp en Jean Antonietti, slagwerk bij Jean Semmeling en harmonie- en fanfaredirectie bij Piet Stalmeier aan het Conservatorium Maastricht en begon zijn carrière in 1978 als aanvoerder slagwerk/pauken bij het Limburgs Symfonie Orkest. Vanaf 1985 werd hij als hoofdvakdocent slagwerk en Harmonie- en Fanfare directie aangesteld aan het Maastrichts Conservatorium. 
Als dirigent van Harmonie Diligentia Eckelrade, Harmonie St. Aemiliaan Bleijerheide, Koninklijke Philharmonie Bocholtz en Harmonieorkest "Concordia", Treebeek behaalde hij landstitels.
Heinz Friesen heeft een belangrijke rol gespeeld in Pieter Jansen zijn ontwikkeling als dirigent. Aan hun intense samenwerking bij de Philharmonie van Bocholtz kwam een einde toen Jansen in mei 1996 werd aangesteld bij de Koninklijke Landmacht als chef-dirigent van de Koninklijke Militaire Kapel te Den Haag.
In april 2001 volgde de overstap naar de Koninklijke Marine ten gevolge van zijn benoeming aldaar als dirigent van de Marinierskapel der Koninklijke Marine te Rotterdam. Vanaf maart 2008 tot december 2011 was Pieter Jansen binnen de krijgsmacht aangesteld als Inspecteur Militaire Muziek Krijgsmacht.
Van 2018 tot 2021 heeft Pieter Jansen leiding gegeven aan de klassieke afdeling van het Conservatorium Maastricht.
Pieter Jansen is nationaal en internationaal actief als jurylid bij concoursen voor symfonische blaasmuziek, docent voor masterclasses en als gastdirigent.
- Gemeinsame Normdatei: 135178223
- International Standard Name Identifier: 0000 0000 5739 8890
- Library of Congress Control Number: n2015033196
- Nationale Bibliotheek van Letland: 000118489
- MusicBrainz: e6a354af-3410-4f89-87f6-1890cc37ab43
- Virtual International Authority File: 80012125
- WorldCat: E39PBJfh94K87J6B3CQT7rBHG3